# White City (Oregon)
White City – jednostka osadnicza w Stanach Zjednoczonych, w stanie Oregon, w hrabstwie Jackson.